# Lepadella triprojectus
Lepadella triprojectus är en hjuldjursart som beskrevs av Sharma 1978. Lepadella triprojectus ingår i släktet Lepadella och familjen Lepadellidae. Inga underarter finns listade i Catalogue of Life.